# Karima Medjeded
Karima Medjeded est une judokate handisport française, née le 11 mai 1972 à Toulouse.
Aux Jeux paralympiques d'été de 2004 à Athènes, elle est sacrée championne paralympique dans la catégorie des moins de 48 kg en battant la Brésilienne Karla Cardoso (en) .
Elle est nommée chevalier de la Légion d'honneur le 22 octobre 2004.
Durant les Jeux paralympiques d'été de 2008 à Pékin, durant la même catégorie, elle a été éliminée et fut classée septième.
Elle réside dans une banlieue de Bordeaux.